# Kees Luijckx
Kees Luijckx, scritto anche Luyckx (Castricum, 11 febbraio 1986), è un ex calciatore olandese, di ruolo difensore o centrocampista.

## Carriera

### Club
Cresciuto nelle giovanili dell'AZ Alkmaar, nella stagione 2006-2007 comincia a "frequentare" la panchina della prima squadra, senza mai mettere piede in campo. Viene prestato nel gennaio 2007 all'Excelsior Rotterdam: qui, nella stagione e mezzo trascorsa, gioca 38 volte in campionato e segna 5 gol, fornendo sempre buone prestazioni, che convincono l'AZ a riportarlo alla base per l'Eredivisie 2008-2009.
Nella sessione di mercato invernale del 2010 viene ceduto in prestito per 6 mesi all'ADO Den Haag ma a fine stagione, invece di rientrare all'AZ Alkmaar, giocherà per una nuova squadra infatti, ha già firmato un accordo che lo legherà fino al 2013 con il NAC Breda.
Qui in tre stagioni ha giocato 92 partite e segnato 10 gol. Nell'estate del 2013 firma un triennale con il Roda JC.

### Nazionale
Dal 2007 al 2008 ha fatto parte della rosa della nazionale olandese Under-21, è stato convocato per le Olimpiadi di Pechino 2008.

## Palmarès

### Club

#### Competizioni nazionali
- Campionato olandese: 1

AZ Alkmaar: 2008-2009